# Jari Räsänen
Jari Räsänen (* 28. Januar 1966 in Maaninka) ist ein ehemaliger finnischer Skilangläufer.
Er gewann in seiner Karriere zwei FIS-Rennen, beide im Winter 1994/95. Erfolgreich war er aber vor allem mit der finnischen Staffel. 1986 gewann er bei den Juniorenweltmeisterschaften in Lake Placid die Bronzemedaille mit der Staffel. Bei den Olympischen Spielen 1988 landeten die Finnen auf Platz acht. 1989 bei den Nordischen Skiweltmeisterschaften gewann die Staffel Silber. Bei den Weltmeisterschaften 1991 und den Olympischen Spielen 1992 und 1994 liefen die Finnen auf den Bronzerang. Bei den Weltmeisterschaften 1995 und 1997 gewann die Staffel Silber, jeweils hinter den Norwegern. Im Weltcup errang er im Februar 1992 den dritten Platz mit der Staffel, im März 1994 im Lahti den ersten Platz mit der Staffel, im Februar 1995 in Falun den zweiten Platz mit der Staffel und im Januar 1997 in Lahti den zweiten Platz zusammen mit Ari Palolahti im Teamsprint. Seine beste Einzelplatzierung im Weltcup war der fünfte Platz über 15 km Freistil bei den nordischen Skiweltmeisterschaften 1989 in Lahti. In der Saison 1993/94 erreichte er mit dem 13. Platz im Gesamtweltcup sein bestes Gesamtergebnis.
1998 berichtete die finnische Nachrichtenagentur STT, dass Räsänen mit Wachstumshormonen gedopt hätte, wofür aber keine Beweise vorgelegt werden konnten. 2011 jedoch wurde Räsänen von einem Helsinkier Gericht wegen Betrugs durch Blutdoping „zumindest in der Saison 1996/97“ zu einem Jahr Haft auf Bewährung verurteilt. Sein Vater war der Skilangläufer Veikko Räsänen.